# エル・ライブラリー
エル・ライブラリーは、大阪府大阪市中央区北浜東にある、労働と社会運動をテーマとする専門図書館かつ資料館。正式名称は大阪産業労働資料館（おおさかさんぎょうろうどうしりょうかん）。英語表記はOsaka Labor Archive。

## 特色
大阪の社会運動や労働をテーマとして、通常の書籍や雑誌に加え、一般の図書館にはない一次資料、産業資料を所蔵・公開している。
その意味で、小規模ながらも図書館（Library）だけではなく、博物館（Museum）および文書館（Archives）の性格を併せ持った「MLA融合型図書館」である。
財団法人大阪社会運動協会（社運協、1978年設立）が『大阪社会労働運動史』編纂過程で収集した資料を集積した資料室を前身とする「大阪社会運動資料センター」（大阪社会運動協会運営）を土台として、さらに大阪社会運動協会が委託運営していた「大阪府労働情報総合プラザ」（府の財政再建策により2008年に閉鎖）の図書・資料を引き受け、財団法人大阪社会運動協会による完全民営の専門図書館として2008年10月より運営されている。
2016年8月、知的資源イニシアティブが実施するLibrary of the Yearにて、地域における公共的活動拠点として開かれ、広範囲な人々が支えている点が評価され、優秀賞（大賞候補）を受賞した。その推薦理由として挙げられているのは、「日本で最もMLA融合を実践するライブラリー。図書だけでなく、労働組合資料、工具、ゲバ棒から椅子まで、日本でここにしかない貴重な博物資料を収集・提供する。全国のサポーターから支援を受けることで、公費によらない運営を実現していることは、一つのロールモデルにもなっている。」という点である。

### 設立趣旨
大阪府労働情報総合プラザ廃止の翌日、2008年8月1日に公開された。
1. 明治以来の大阪･関西中心のはたらく人々の記録を収集し保存するとともに、広く一般を対象として公開し、その利用に供することを目的とする。
2. 最新の賃金データ、労務管理のための実用書、労働法関連書などを収集し、公開する。それにより、中小企業の町である大阪の労使関係の健全な発展に寄与する情報を発信し、企業の経営と労働者の福祉の向上に役立つことを目的とする。
3. NPO、草の根の市民団体の機関紙などを収集・保存する。そのことで、市民の社会的活動に役立つ情報を提供することを目的とする。
4. 以上のような目的を通じ、「地域の記憶の場」としての図書館の役割を果たし、はたらく人々の知る権利を守り、地域住民のアイデンティティ形成に資する機関を目指す。

## 所蔵資料
所蔵資料には、研究者・社会運動活動家・労働運動活動家などから寄贈を受けた戦前からの貴重書籍・雑誌、ガリ版刷りの各種手書き資料などがある。労働規約などの労使資料、労働組合資料、大阪府労働行政資料など他に所蔵が確認できない貴重な資料も所蔵する。またポスターや労働組合旗・バッジなど労働運動にかかわる三次元史料も所蔵し、「国立産業技術史博物館誘致促進協議会」が放出した産業資料もある。<
。
所蔵品例：
- 労働運動関連の書籍、雑誌、映像資料
- 大阪総評の公刊物と内部報告書[7]
- 『大阪社会労働運動史』[8]
- 各労働組合史
- 労働運動の一次資料
- 大阪朝日、大阪毎日の社会問題に関する新聞記事目録（明治20年から昭和60年まで）
- 労働運動関連物品、労働旗など
- 産業資料、轆轤旋盤の部品一式など

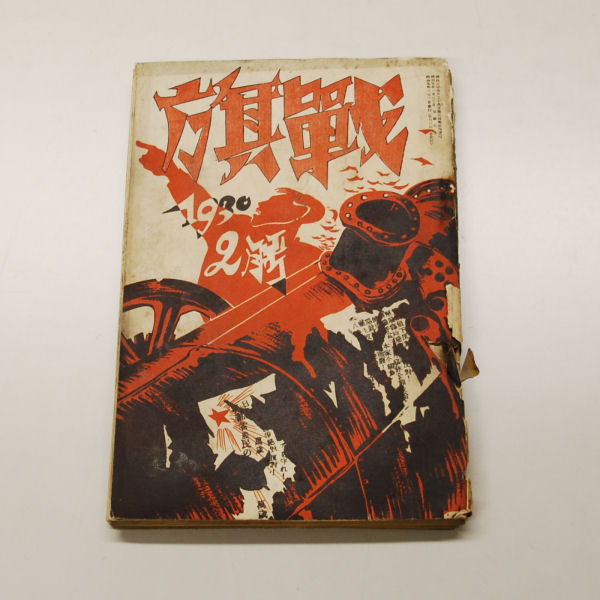
プロレタリア文学系の文芸雑誌、戦旗1930年2月号
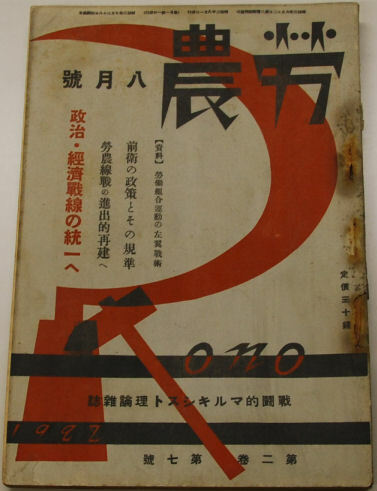
1927年から1932年にかけて発行されていた政治雑誌 労農 第2巻 第7号。
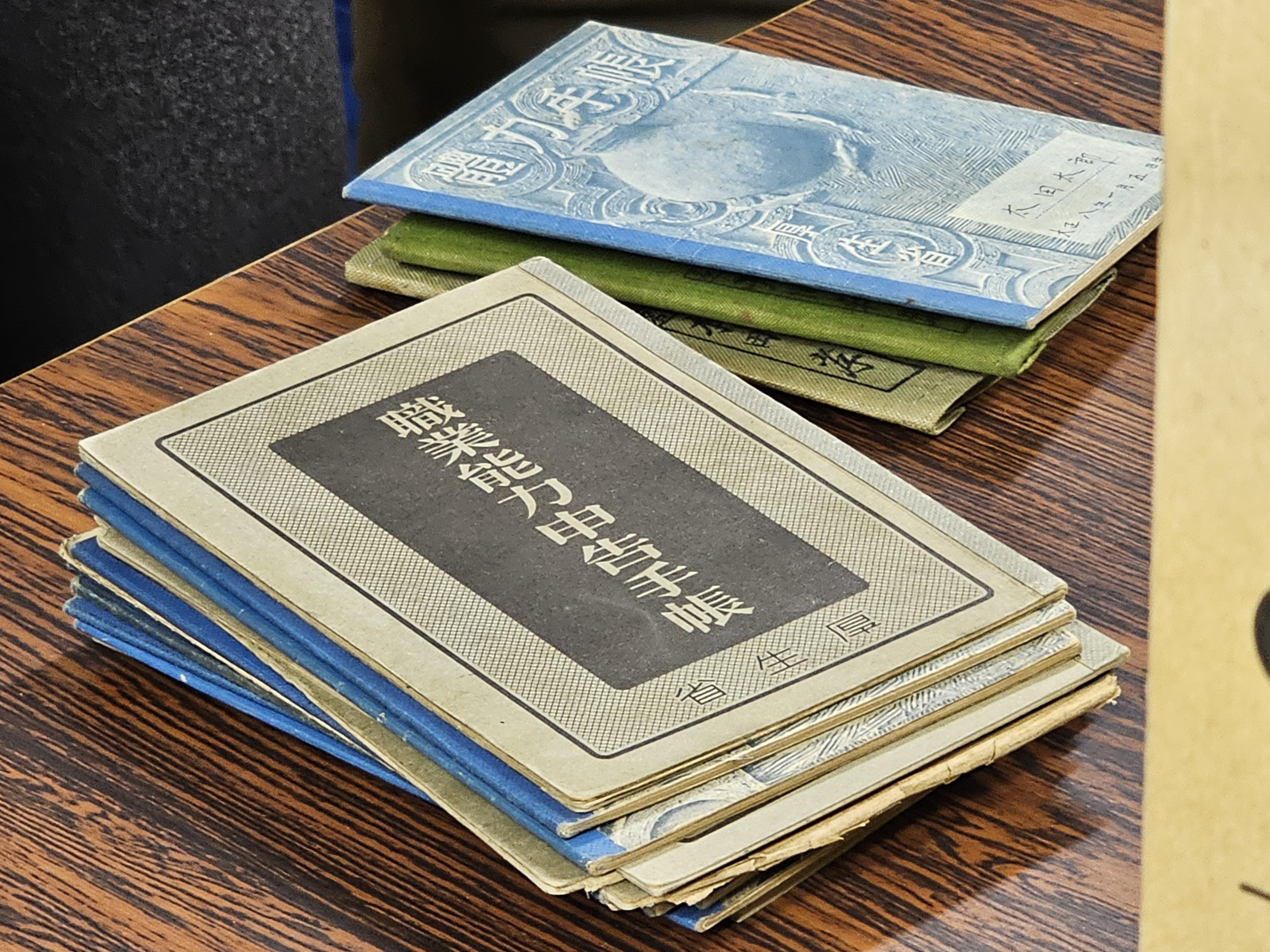
職業能力申告手帳
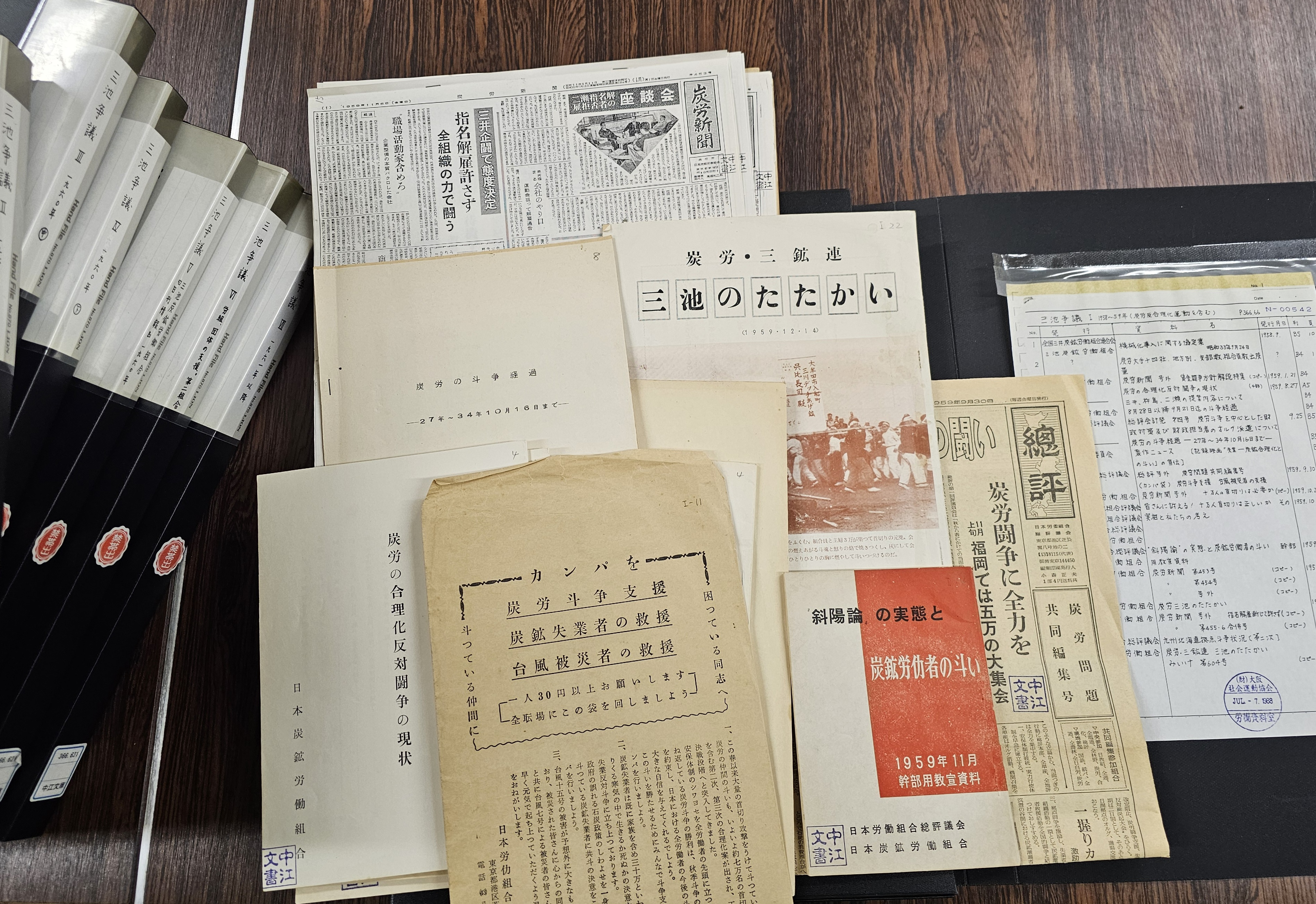
三井三池炭鉱闘争資料群
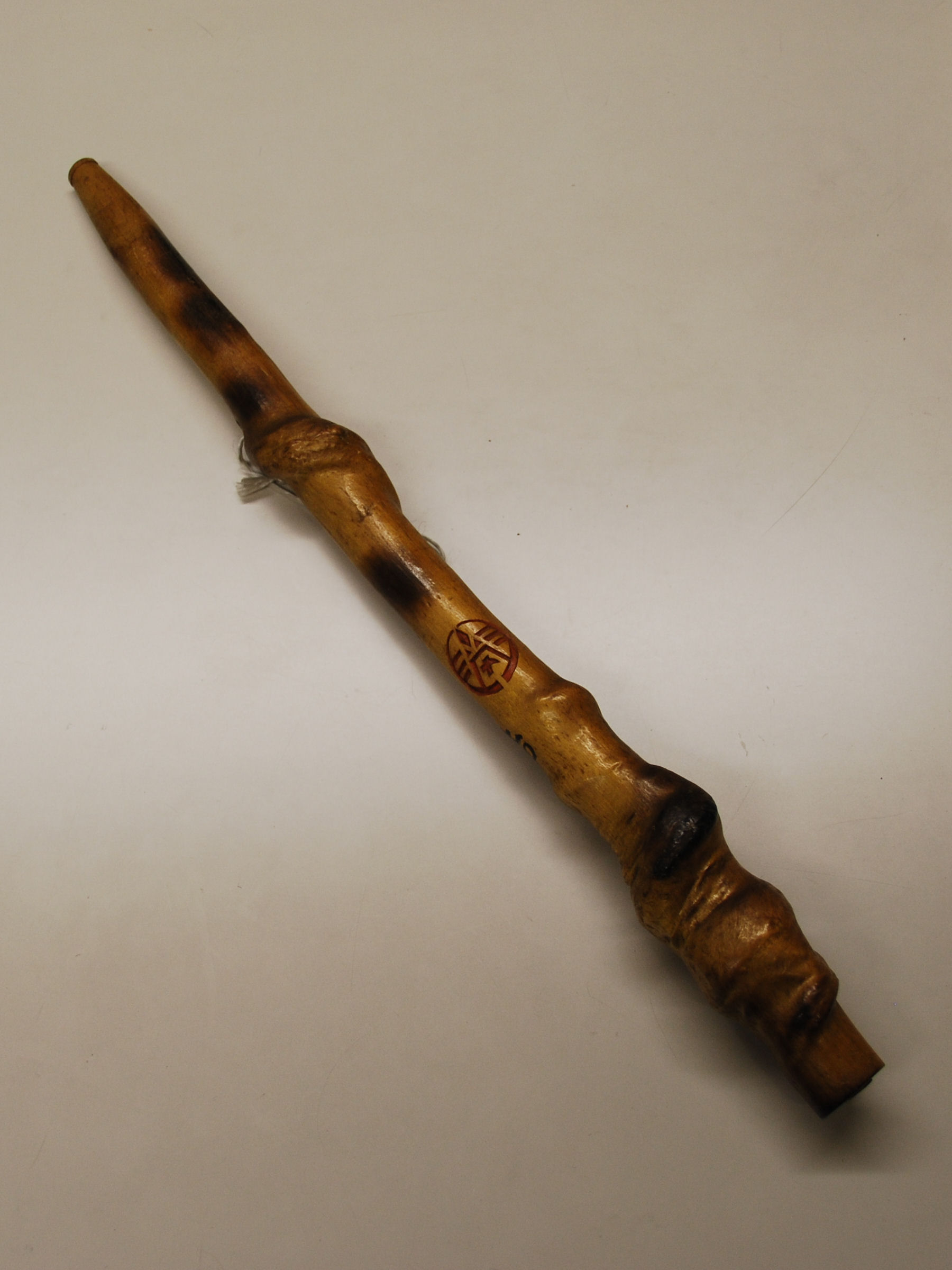
労働運動にかかわる三次元史料の例：三池闘争で三池炭鉱労組が用意した「タバコのキセル」、護身用の木の根を加工した棒。長さは約60cm
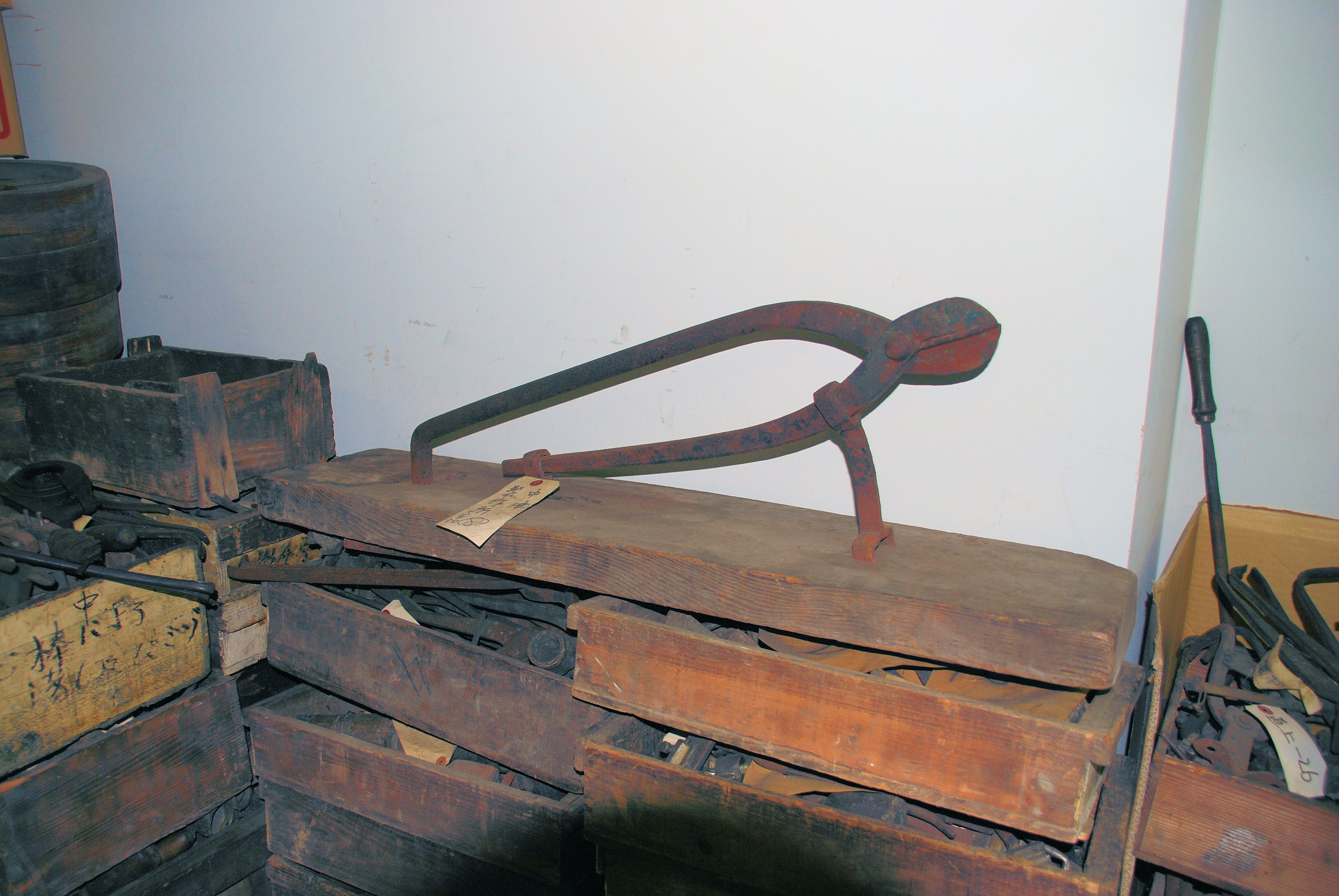
産業資料の例：ろくろ旋盤の工具のひとつ
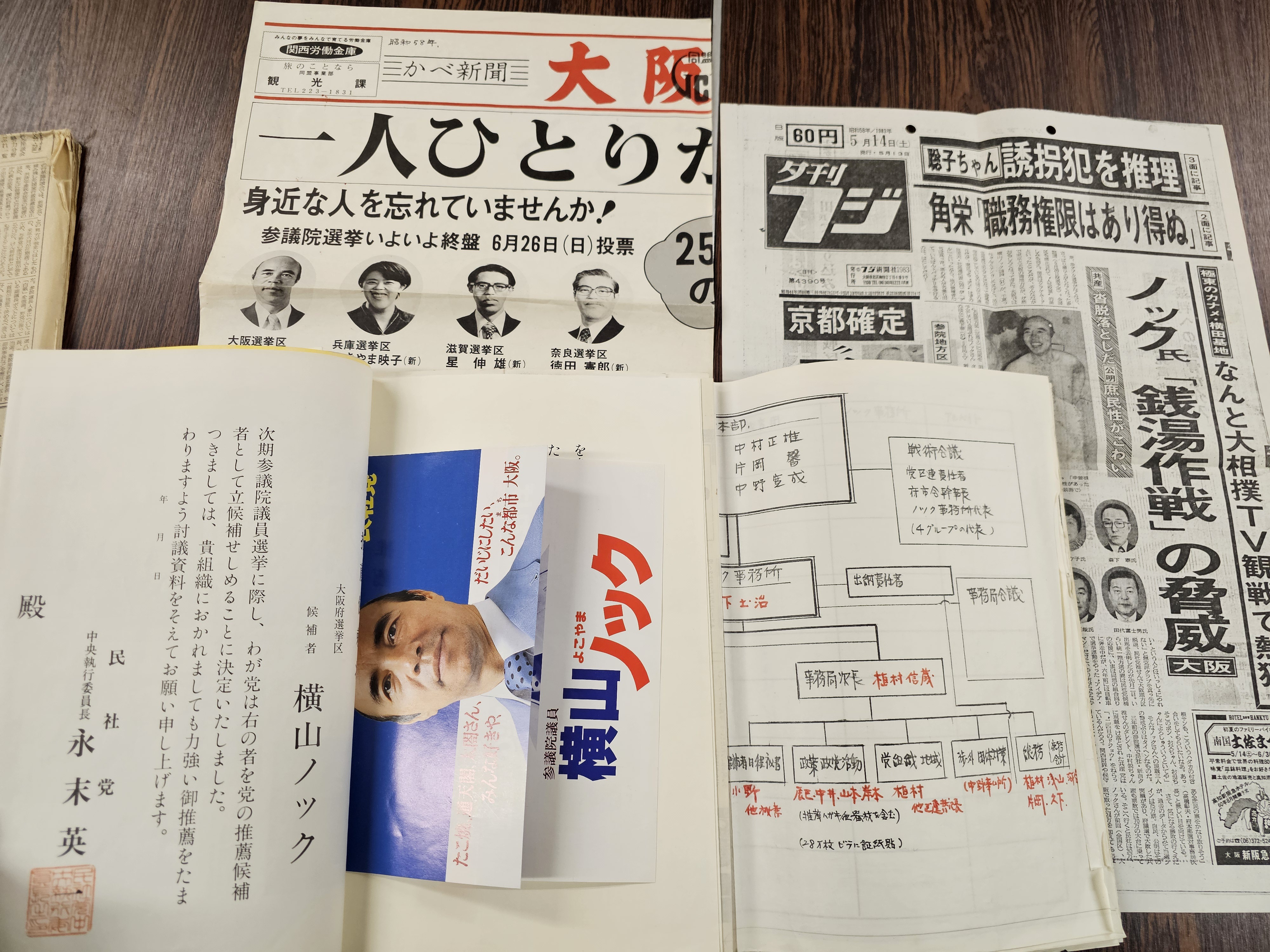
横山ノック選挙関連資料群
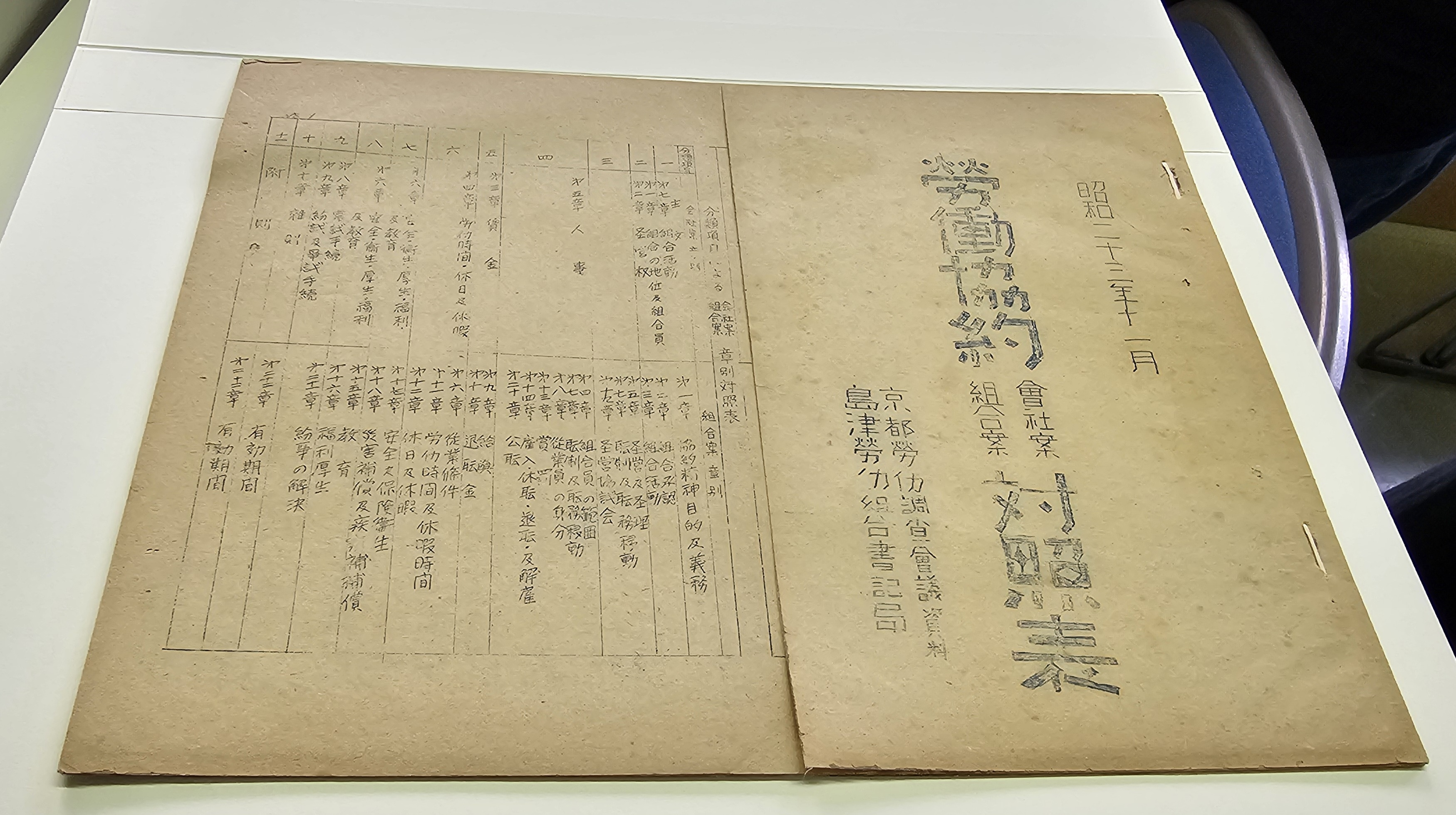
島津製作所 労働協約会社案組合案対照表
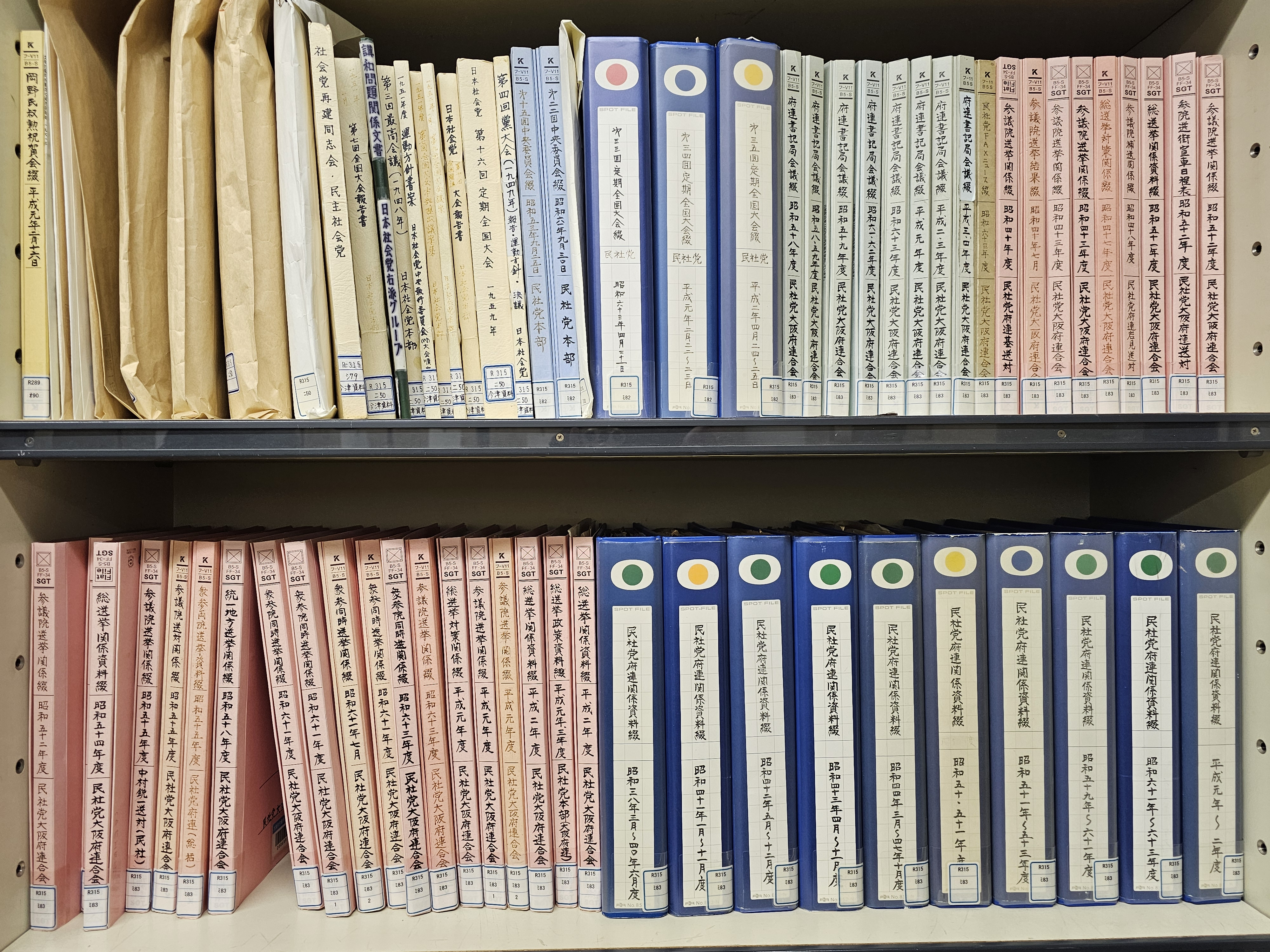
民社党大阪府連合資料群
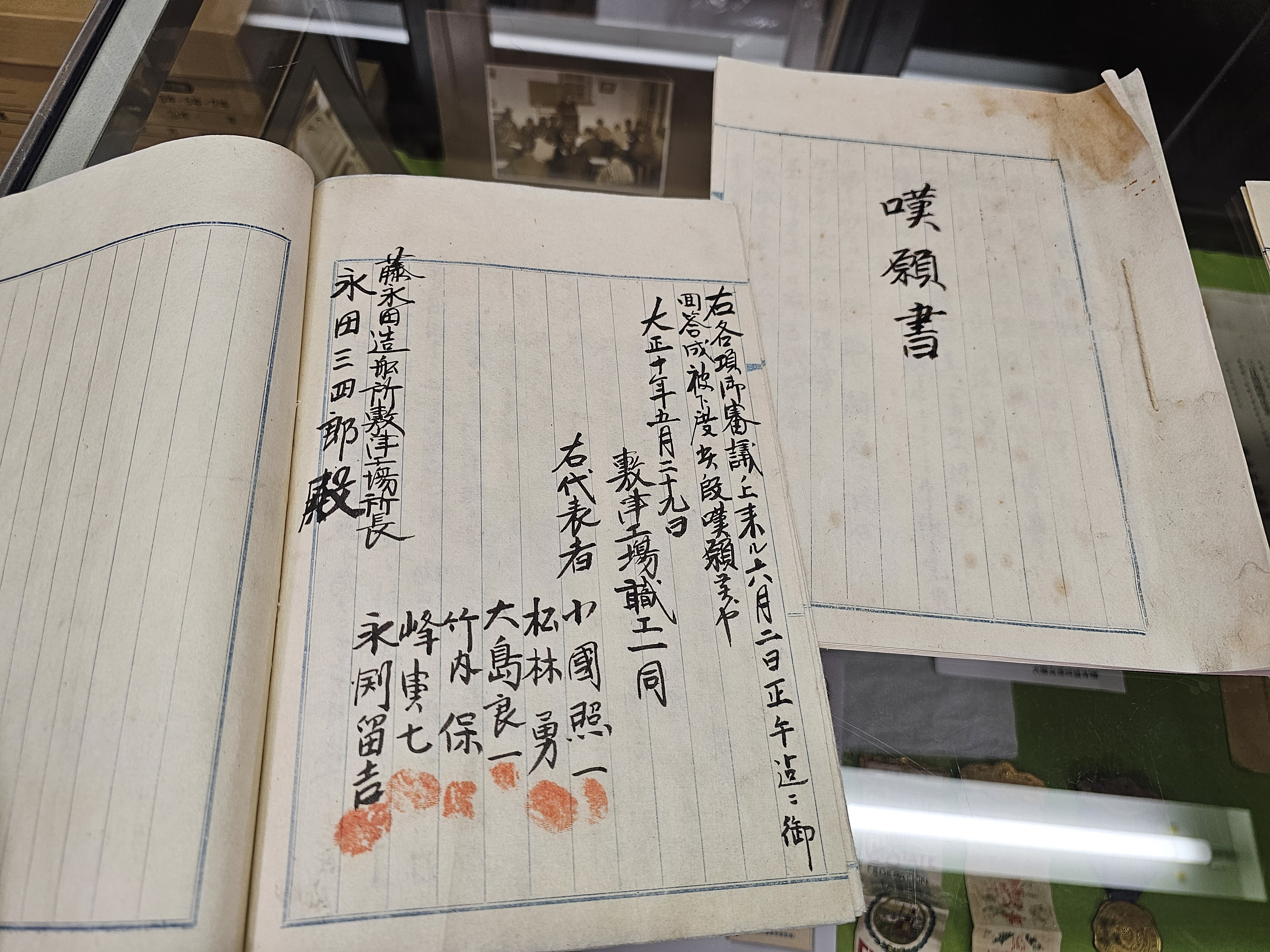
藤永田造船所争議嘆願書

## サービス
- 大学研究者と連携した教育・研究プロジェクト

上記の労働関係などの所蔵資料を活用した活動。また同時に、学生・院生の論文執筆を支援するためのレファレンスサービスも行なう。専門図書館でないとできないような、専門性の高いレファレンス業務である。

### 主な研究プロジェクト
| 実施年度  | 実施機関           | 名称                                                                         | メンバー       | 説明 |
| --------- | ------------------ | ---------------------------------------------------------------------------- | -------------- | --- |
| 2009-     | 桃山学院大学       | 地域資料の保存・活用ネットワークの実践に関する研究                           | 島田克彦ほか   | 2012年4月、「大阪歴史資料NAVI」を開設。大阪の地域資料・歴史資料のポータルサイトの構築。大阪産業労働資料館の資料紹介、活用事例の蓄積を行なう。  |
| 2011-2013 | 神戸大学           | 映像資料に基づく産業技術と労働の分析ならびに科学技術産業理解の増進（科研費） | 堀尾尚志ほか   | 大阪産業労働資料館所蔵の100本の「産業映画」（16ミリフィルム）を修復し、その活用法を研究するもの。約50本のフィルムをデジタル化。                |
| 2011-2014 | 法政大学           | 戦後労働史におけるオーラルヒストリー・アーカイブ化の基礎的研究（科研費）     | 梅崎修ほか     | 労働運動史・管理史に関する映像を冊子で残し、同時にウェブサイト上でも公開するもの。辻コレクションを対象とした。                                 |
| 2013-2014 | 大阪市立大学       | 大阪に関する文化資源・社会調査データアーカイブの構築                         | 石田佐恵子ほか | 大阪産業労働資料館所蔵の音源・旗・ポスター等をデジタル化し、目録を作成するプロジェクト。萬年社データベースと前期資料・蔵書との統合検索の実現。 |
| 2013-2016 | 関西大学           | 大阪の社会労働運動と政治経済                                                 | 植村邦彦ほか   | 共同研究班による「研究双書」の発行を目的としたプロジェクト。公開セミナー、公開研究会も実施する。                                               |
| 2013-2015 | 大阪産業労働資料館 | 講座〔大阪社会労働運動史〕                                                   | 谷合佳代子ほか | 篠田徹・早稲田大学教授を講師に実施する労働者教育講座。                                                                                         |

- ビジネス支援

中小企業の労働者福祉に関する労働支援活動を実施している。具体的には、社員研修用のDVDの提供、賃金データや労務管理関係の資料の活用などである。また、求めの多い、労働判例の提供を、社会保険労務士や弁護士事務所などにも行なっている。
- ラーニング・コモンズ

2013年度より、「大人のためのラーニング・コモンズ」として運用開始。貸し会議室との差別化を図るため、「図書館資料を使った勉強会、プレゼン練習に限定」という利用条件を設けている。2016年1月現在、サポート会員に対象を限定したサービス。
- イベントや講座

種別としては、展示会・読書会・映画上映会・幻灯上映会・講演会・セミナー・長期講座などの形態の活動を行なっている。無料税務相談会も、サポート会員を講師に行なっている。
その他の出典 : 『ささえあう図書館』

## 沿革
大阪産業労働資料館は、社運協設置の大阪社会運動資料センターと大阪府設置の大阪府労働情報総合プラザ、両方の資料を受け継いでいる。

### 大阪社会運動資料センターの沿革
以下、大阪社会運動資料センターから大阪産業労働資料館開館に至る流れ
財団法人大阪社会運動協会（社運協）により1980年代から『大阪社会労働運動史』編纂の過程で収集した資料を集積した資料室の整備が進められていたが、この資料室は非公開であり、『大阪社会労働運動史』の執筆者や存在を知る一部の研究者だけに利用されていた。
2006年4月に「社会運動資料センター」として資料室をリニューアルオープン、2000年4月より社運協が委託運営していた大阪府の労働図書館である「大阪府労働情報総合プラザ」を窓口として資料を一般公開することになった。「社会運動資料センター」の書誌・所蔵データは「大阪府労働情報総合プラザ」の書誌・所蔵データと併せてweb公開することによって外部からの書誌・所蔵検索も可能になった。
2008年7月31日、大阪府橋下知事の方針により財政難を理由に「大阪府労働情報総合プラザ」が廃止された。社運協は委託金収入を喪失、「大阪社会運動資料センター」への大阪府の補助金も全額廃止、連動して大阪市からの補助金も全額廃止となった。
2008年10月21日、「大阪産業労働資料館」（愛称エル・ライブラリー）を開館。運営は財団法人大阪社会運動協会、完全民営である。「社会運動資料センター」を改装して使用。「社会運動資料センター」の所蔵資料と併せて大阪府が廃棄を決めた（後に撤回）図書・雑誌17000冊も引き取って管理運営している。現在サポート会員制度をとっている。図書館運営のための財政はきわめて厳しい状況にある。
レファレンスサービスと貸出サービス、貴重資料の撮影などは会員のみが対象となるが、開館時間内での閲覧は会員外でも申し込めば可能。

### 大阪府労働情報総合プラザの沿革
以下、大阪府労働情報総合プラザについての沿革
1947年、大阪府労働文庫が大阪府労働部労政課と13の労政事務所により設置される。場所は不詳。1953年、大阪府立労働会館に「大阪府立労働会館図書室」が設置され、同会館の運営者である財団法人大阪労働協会が運営にあたる。
1989年、エルおおさか（大阪府立労働センター）南館に移転して「大阪府労働情報センター」となる。
1997年には「大阪府労働情報総合プラザ」と改称。
2000年4月、財団法人大阪社会運動協会（社運協）が大阪府からの委託を受けて「大阪府労働情報総合プラザ」を運営。資料の充実とレファレンスサービスにより来館者は委託前に比べて大幅に増加した。
2008年2月、大阪府知事に橋下徹が就任すると、公約に従って厳しい財政削減措置が打ち出され、その一環として、大阪府労働情報総合プラザは2008年7月31日に廃止され、あわせて社運協への委託事業や補助金も打ち切られた。

## 現地情報
所在地
- 540-0031 大阪府大阪市中央区北浜東3-14 エル・おおさか（府立労働センター）4階

アクセス
- 京阪本線・地下鉄谷町線 天満橋駅から西へ300m
- 京阪本線・地下鉄堺筋線 北浜駅から東へ500m